# Исаково (Пельшемское сельское поселение)
Исаково — деревня в Сокольском районе Вологодской области.
Входит в состав Пельшемского сельского поселения, с точки зрения административно-территориального деления — в Пельшемский сельсовет.
Расстояние по автодороге до районного центра Сокола — 42 км, до центра муниципального образования Марковского — 7 км. Ближайшие населённые пункты — Старое, Поповское, Омельшино.
По переписи 2002 года население — 13 человек.